# 常磐病院
常磐病院（じょうばんびょういん）は、福島県いわき市に所在し、公益財団法人ときわ会が運営するする病院。かつてはいわき市立常磐病院であり、いわき市立総合磐城共立病院（現：いわき市医療センター）とともに市立病院として2院体制を採っていた。しかし市立常磐病院の経営が悪化したことから、市は同院を財団法人ときわ会（当時）へ民間移譲することを決定。2010年（平成22年）4月よりときわ会の運営に移行し、現在に至る。
民間移譲後はときわ会グループの中核病院として、特に泌尿器科系に力を入れ、人工透析や腎臓移植など腎不全治療に特色を持つ。泌尿器科に強みがあるのは、グループの前身が泌尿器科専門病院であったことによる。
福島県医師会傘下の、いわき市医師会に所属する。

## 歴史
常磐病院の起こりは、1943年（昭和18年）開院の湯本町国民健康保険組合診療所（福島県石城郡湯本町）であった。第二次世界大戦後の1954年（昭和29年）3月31日付で湯本町と磐崎村が合併し常磐市となり、1966年（昭和41年）10月1日付で常磐市が4市4町5村と広域合併していわき市が発足。これに伴い同年よりいわき市立常磐病院となった。
前述のとおり、いわき市では市立病院2院体制を取り、市立総合磐城共立病院（現：いわき市医療センター）は市内のみならず浜通りから茨城県北部までを広域診療圏として高度医療を担う中核病院、市立常磐病院は常磐地区・遠野地区などを主な診療圏として二次救急など地域医療を担うという役割分担を行ってきた。
しかし、市立磐城病院は厳しい経営状況が続いており、常勤医師数は2004年度（平成16年度）の20人から2008年度（平成20年度）には11人まで減少し、これに伴い入院患者も減少し病床利用率は2004年度の75%から2008年度は52%と、病床利用率が許可病床に対し半分近くまで落ち込んだ。
こうした状況を受け、いわき市は2006年（平成18年）に「市立病院改革にかかわる基本方針」を策定し、改革の柱として医療サービス提供と経営基盤確立の両立を掲げた。これにより翌2007年（平成19年）には地方公営企業法を全部適用とするとともに、将来的な市立病院の集約に向け、市立総合磐城共立病院を「本院」、市立常磐病院を「分院」と位置づける「1市1病院2施設」体制へと移行することとし、同時に老朽化した常磐病院の設備改修も検討した（しかし実際に改修が行われたのは民間移譲後であった）。
常磐病院の経営悪化の結果、2007年度（平成19年度）には約5億円程度の純損失が発生していた。そのため、翌2008年度（平成20年度）に策定された「公立病院改革プラン」で、市立常磐病院の民間移譲（二次救急体制は継続）と市立総合磐城共立病院への集約が決定された。「公立病院改革プラン」策定にあたり、地方公営企業等経営アドバイザーからの「限りある医療資源を効率的に活用すべく市立2病院の統合を急ぐべき」との見解も踏まえ、それまでの「施設整備時期に合わせ、市立2病院を統合し1市1病院1施設への移行を目指す」から「1市1病院1施設の早期実現」へと方針転換され、市立常磐病院の民間移譲が決まった。
市立常磐病院の移譲先は公募により選定することとし、市は「後継医療機関選定委員会」を設置。条件として市内の医療機関であること、最低10年は常磐地区での二次救急体制の継続などを求めた。しかし現地説明会に参加したのは2法人のみ、実際に応募したのは財団法人ときわ会（当時）のみであった。そのため移譲先はときわ会に決定し、市は同会に対し常磐病院の耐震化など施設改修費用として8.8億円の補助金交付を決定した。
民間移譲後の運営母体となったときわ会は、2007年（平成19年）10月に「医療法人社団ときわ会 いわき泌尿器科」、「医療法人社団ときわ会 泉中央クリニック」、「財団法人竹林病院」が経営統合して財団法人ときわ会となり、翌2008年（平成20年）12月施行の公益法人制度改革により、2014年（平成26年）4月1日より公益財団法人へ移行した。
翌2009年（平成21年）11月、市とときわ会は基本協定書を締結、2010年（平成22年）4月よりときわ会常磐病院として開院。当初は病床約100床で開始した。民間移譲後のときわ会常磐病院は、泌尿器科と人工透析内科を中心に医療機能を高度化し、救急科、内科、外科など地域医療に不可欠な診療科も拡充した。さらに先端医療機器の導入により地域の医療水準向上も図られた。
市立常磐病院の民間移譲後は、同院の看護師など医療従事者を市立総合磐城共立病院へ集約した。こうした一連の改革ににより、2012年度（平成24年度）からは純利益を計上できる状態に至った。

なお、市立総合磐城共立病院については、市は2011年（平成23年）3月に「新病院基本構想」を策定、同年12月に「新病院基本計画」を策定の上、2018年（平成30年）12月にいわき市医療センターとして新たに開院された。

## 診療科目
ときわ会へ民間移譲後（2025年6月現在）
- 泌尿器科
- 腎臓内科
- 人工透析内科
- 内科
- 外科
- 乳腺外科
- 血液内科
- 婦人科
- 麻酔科
- 循環器内科
- 小児科
- 救急科
- 糖尿病内科
- 消化器内科
- 消化器外科
- 内視鏡外科
- 整形外科
- 放射線科
- リウマチ・膠原病科
- リハビリテーション科

## 設備
- 売店（コンビニエンスストア）- ヤマザキYショップ常磐病院売店[9][10]

## 学会施設認定
ときわ会へ民間移譲後（2025年6月現在）
- 日本腎臓学会研修施設
- 日本透析医学会専門医教育施設
- 日本泌尿器科学会専門医教育施設
- 日本乳癌学会認定施設
- 日本血液学会血液研修施設
- 日本消化器外科学会専門医修練施設
- 日本外科感染症学会外科周術期感染管理教育施設
- 日本内分泌外科学会専門医制度関連施設
- 日本遺伝性乳癌卵巣癌総合診療制度機構
- 遺伝性乳癌卵巣癌総合診療連携施設

## 交通アクセス
公共交通機関
- JR常磐線湯本駅から
  - 新常磐交通「常磐病院前」バス停下車
  - タクシーで約5分

自家用車
- 常磐自動車道いわき湯本ICより、いわき湯本温泉郷方面へ約5分

## 事件

### 精神科医刺殺事件
いわき市立常磐病院時代の1998年（平成10年）5月29日、同院の男性精神科医（当時34歳）が、診察室で男性患者（当時48歳）に刺殺される事件が発生した。患者は出刃包丁で精神科医の首を切りつけて約11日後に死亡させ、隣室から駆けつけた同僚医師（当時44歳）にも重傷を負わせた。加害者の患者は殺人罪などで懲役10年が確定した。この事件は「いわき市立常磐病院精神科医刺殺事件」と呼ばれる。
この事件に対しては、精神科医の遺族が病院設置者のいわき市（当時）、加害者の患者とその家族を相手取り、約2億2,000万円の損害賠償を求めた民事訴訟を提訴し、2004年（平成16年）5月18日に福島地方裁判所が判決を言い渡し、原告遺族側の主張をほぼ認めた。判決によれば「事件現場の診察室には、医師がいる側に通路や出入口がなく逃げ場がなかった」などとして市の安全配慮義務違反を認め、また患者の母親にも「息子が刃物を持っていると疑いながら病院側に告げなかった」として責任を認め、いわき市および加害者とその母親の3被告に対し、損害賠償約1億6,500万円を支払うよう命じた。なお老人性認知症であった加害者の父親に対する賠償請求は棄却した。
民間移譲後のときわ会常磐病院には、精神科外来・精神科病棟は設置されていない。

なお、2013年（平成25年）にも、同様に公立病院である市立三笠総合病院（北海道三笠市）で、患者が精神科医を刺殺する事件が発生しているが、三笠市の事件では犯人は精神鑑定の結果心神喪失とされ、刑事責任能力を問えず不起訴処分となり、心神喪失者等医療観察法に基づく鑑定入院命令が出ている。